# Cosmosoma flavothorax
Cosmosoma flavothorax är en fjärilsart som beskrevs av Rothschild 1910. Cosmosoma flavothorax ingår i släktet Cosmosoma och familjen björnspinnare. Inga underarter finns listade i Catalogue of Life.